# 新塞利夫卡 (瓦爾基市鎮)
49°40′23″N 35°22′4″E / 49.67306°N 35.36778°E
新塞利夫卡（烏克蘭語：Новоселівка）是位於烏克蘭東部的村莊，由哈爾科夫州博霍杜希夫區的瓦爾基市鎮負責管轄。該村始建於1857年，面積0.53平方公里，海拔高度156米，2001年人口42，人口密度每平方公里792人。